# Storia dell'Hellas Verona Football Club

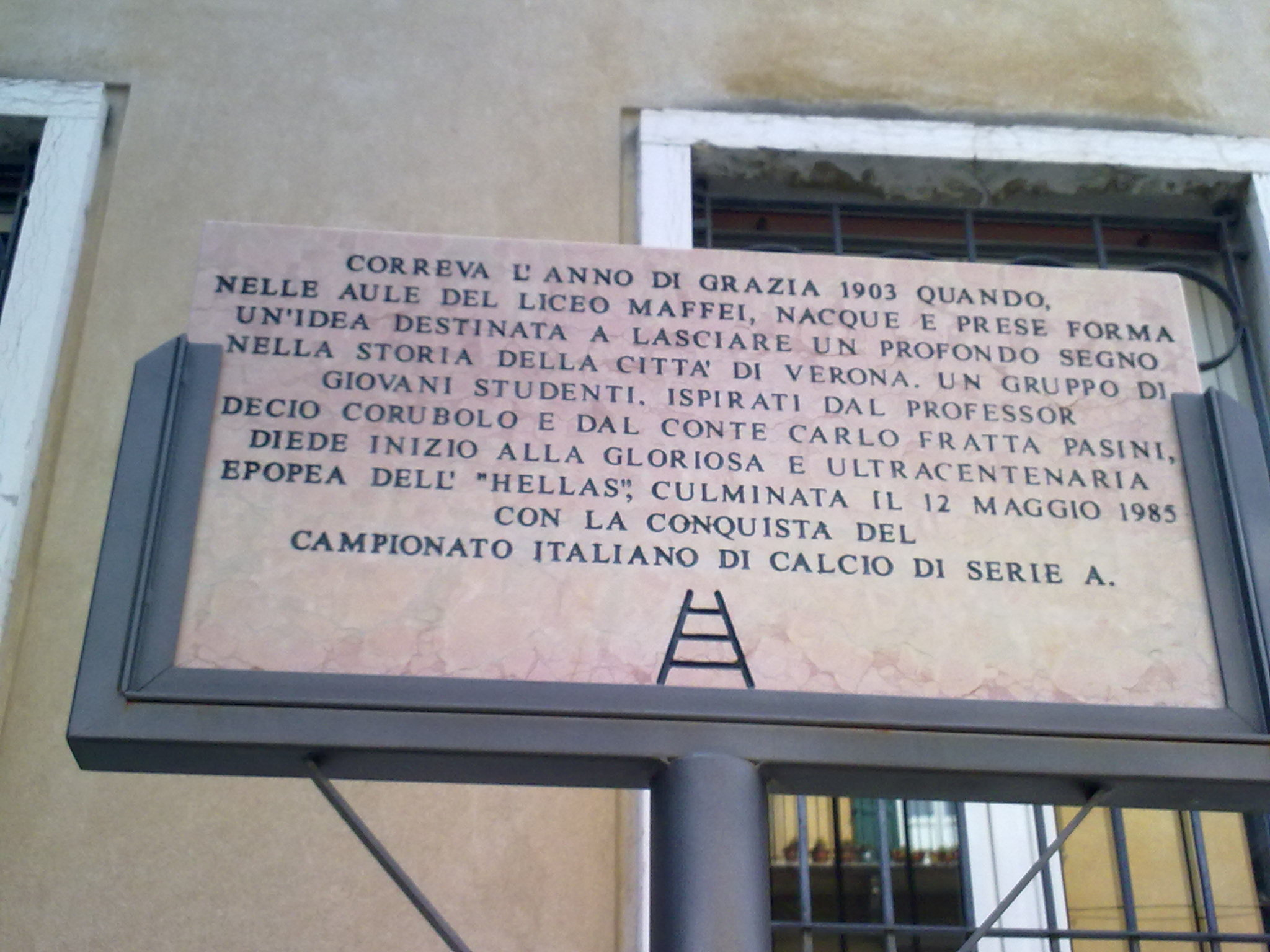
Targa celebrativa della fondazione dell'Associazione Calcio Hellas davanti al Liceo Scipione Maffei.

Questa voce tratta della storia dell'Hellas Verona Football Club dal 1903 ai giorni nostri.

## Gli albori

Gli studenti del Maffei che nel 1903 fondarono l'Hellas

Nell'ottobre del 1903 un gruppo di studenti del liceo classico Scipione Maffei fondò un club e lo battezzò Associazione Calcio Hellas (per ricordare l'antica Ellade, ovvero l'odierna Grecia) su proposta del professor Decio Corubolo, per l'appunto insegnante di greco; primo presidente venne eletto il conte Fratta Pasini, con un fondo pari a 32 lire.
In questo periodo il calcio si giocava a livello professionale solo in Piemonte, Lombardia e Liguria (non a caso le prime società a vincere il titolo di campione d'Italia furono Genoa, Milan e Juventus), dove era più nutrita la presenza di cittadini britannici. Nei primi anni di vita, l'attività del club fu episodica e frammentaria, perlopiù tesa a contendere a Bentegodi Verona, Enotria e altre società minori il primato cittadino, mentre a partire dalla stagione sportiva 1906 l'Hellas iniziò a confrontarsi con altre squadre della regione Veneto, dando origine a una rivalità col Vicenza tuttora molto sentita.

Il Verona in una foto d'epoca

Nel 1911 la squadra iniziò a partecipare al campionato regionale, che fino al 1921 era la fase di qualificazione per le finali nazionali. Ottenne diversi secondi posti nel girone veneto-emiliano, ma non giunse mai alla finalissima contro i vincitori del girone nazionale.
Nel 1919, dopo la prima guerra mondiale, l'Hellas assunse la denominazione di Football Club Hellas Verona accogliendo, per fusione, la società minore denominata Verona.
Dal 1921 al 1929 il Campionato di Prima Divisione si componeva delle migliori squadre dei vari gruppi regionali, fra cui anche la formazione veronese che riuscì più volte ad arrivare al girone finale, senza però ottenere grandi risultati; in questi anni particolarmente sentita fu la rivalità cittadina tra il Verona e la Bentegodi.

## Anni 1930 e 1940

### Dall'esordio in B alla massima serie
Già un anno prima dell'avvio della Serie A a girone unico, nel 1928, l'Hellas incorporò, per fusione, due rivali veronesi, Bentegodi e Scaligera, assumendo la denominazione di A.C. Verona, e l'anno dopo partì dal campionato di Serie B, in seguito al brutto piazzamento (12º posto) ottenuto l'anno precedente nella Divisione Nazionale, che impedì al club di iscriversi alla Serie A.

La formazione della stagione 1928-1929

Al suo debutto nel campionato cadetto (1929-1930) chiuse con un incoraggiante sesto posto, con 7 punti di distacco dal Legnano promosso nella massima serie. Sarebbero occorsi quasi tre decenni (28 anni) per conquistare la promozione, con una serie di alti e bassi annuali che portarono il Verona ad alternare annate molto positive ad altre scoraggianti.
Mentre il mondo era impegnato nel secondo conflitto mondiale il Verona affrontò uno dei suoi peggiori momenti storici, retrocedendo in Serie C nel 1941 dopo aver subito una dura sconfitta a Modena (6-1). Paradossalmente soltanto due anni prima (1939) la squadra scaligera era andata assai vicino alla promozione in massima serie, chiudendo il campionato al quinto posto a soli 3 punti di distacco dal Venezia promosso.
In ogni caso i gialloblù riuscirono a risalire abbastanza in fretta, nel giro di due stagioni (1943). L'impresa tuttavia non fu affatto facile: all'epoca la serie C era composta da un enorme agglomerato di squadre divise in ben 12 gironi di diverse dimensioni, molte delle quali trovandosi prive di fondi fallivano o si ritiravano dal campionato prima ancora della sua conclusione. Le 12 squadre vincitrici dei rispettivi gironi (tra cui anche il Verona, quell'anno) si affrontavano poi in due gironi finali di 6 squadre ciascuno. Le prime due classificate di ciascun girone finale venivano infine promosse in Serie B. L'Hellas quell'anno arrivò secondo nel girone finale B dietro la Pro Gorizia, a pari punti con il Parma: nello spareggio avvenuto sul campo neutro di Brescia, l'Hellas venne sconfitto 2-0, ma la condanna per illecito sportivo degli emiliani (puniti con la condanna al sesto e ultimo posto del girone finale) permise così ai gialloblù di festeggiare il ritorno in cadetteria.

## Anni 1950 e 1960

I gialloblù della stagione 1956-1957 festeggiano la prima promozione del club nella Serie A a girone unico

Dopo essere tornato nella categoria superiore, il Verona iniziò un lungo percorso che lo portò quattordici anni dopo a vincere il suo primo campionato di Serie B. Nel mezzo vi furono una serie di prestazioni annuali stazionarie e rassicuranti che tennero gli scaligeri quasi sempre nella metà superiore della classifica. La promozione venne sfiorata già nel 1948, quando la squadra arrivò al secondo posto del girone B della serie cadetta alle spalle di uno scatenato Padova: in quella specifica occasione però, solo la prima classificata dei due gironi venne promossa in massima serie e così il Verona fu costretto a pazientare ancora, fino al 1957.

### Il debutto in Serie A
Quell'anno i gialloblù, allenati da Angelo Piccioli (secondo allenatore più presente sulla panchina scaligera con 225 partite, dietro al solo Bagnoli), furono i protagonisti del torneo e pareggiando in casa con il Como per 1-1 nell'ultima giornata ottennero il punto che mancava loro per poter festeggiare la tanto agognata promozione. L'entusiasmo per il primo posto in un torneo tanto incerto (all'intervallo dell'ultima giornata erano quattro le squadre a pari merito al primo posto) fu tale che i tifosi corsero in campo per incoronare d'alloro il capo dei giocatori scaligeri.
Il Verona restò in Serie A una sola stagione (1957-1958), dopodiché tornò nella serie cadetta: a un ottimo girone di andata che vide i gialloblù girare la boa alla rassicurante quota di 18 punti in 17 partite, seguì infatti un disastroso girone di ritorno. La squadra totalizzò solo 3 punti nelle ultime 12 partite di campionato, scivolando lentamente in classifica fino all'ultimo posto. A fine stagione il Verona ebbe l'occasione per riscattarsi, disputando un doppio spareggio per la permanenza in A contro il Bari secondo classificato tra i cadetti, ma il quale ottenne il posto in massima categoria ai danni degli scaligeri (1-0 per il Bari all'andata sul campo neutro di Bologna; 2-0 per il Bari al ritorno sul campo neutro di Roma). il Verona chiuse così la sua prima infruttuosa esperienza in Serie A.
Nell'estate del 1958 la società veneta assorbì un club minore veronese, l'A.S. Hellas, nel frattempo ammessa in Serie C, in modo da poter riprendere la denominazione di Associazione Calcio Hellas Verona in omaggio alle sue origini.

Il Verona della stagione 1964-1965

Nel 1962 il Verona terzo in classifica insieme alla Lazio con 42 punti e il Napoli quinto a quota 41 si giocarono la promozione in Serie A a campionato ormai concluso; la partita che doveva giocarsi il 20 maggio, alla terzultima giornata, era stata infatti rinviata a causa di un presunto tentativo di corruzione da cui però il Napoli venne assolto. A risultare vincitori nello scontro diretto furono i partenopei, che si imposero a Verona per 0-1 conquistando l'agognata promozione. Pur militando ancora in Serie B, l'anno dopo (1963) il Verona raggiunse la semifinale di coppa Italia dopo aver eliminato a sorpresa la Juventus per 0-1 (si tratta ad oggi dell'unica vittoria ottenuta dall'Hellas Verona in trasferta ai danni dei bianconeri). A fermare la corsa dei gialloblù fu poi il Torino, che in semifinale si impose fra le mura amiche per 2-1.
Seguirono quindi dei campionati anonimi, fino a quando nel 1968 la squadra guidata da Nils Liedholm riconquistò la categoria esattamente un decennio dopo l'ultima promozione. Il salto di categoria venne guadagnato all'ultima giornata, grazie a una vittoria sul Padova per 1-0. Contemporaneamente infatti il Bari, già battuto in casa la settimana prima dal Verona, pareggiò a Perugia e gli scaligeri guadagnarono una seconda posizione che sembrava impossibile. L'Hellas poté così riscattarsi sui pugliesi (dopo lo spareggio promozione perso un decennio prima) e gioire insieme al Palermo, primo classificato, e al Pisa.

## Anni 1970 e 1980

### Il decennio in massima serie

Gli scaligeri della stagione 1969-1970, quella del debutto europeo in Coppa Mitropa.

L'Hellas, al ritorno in massima serie dalla breve avventura della stagione 1957-1958, stavolta si salvò con relativa facilità, conducendo un campionato equilibrato chiuso al decimo posto. I veronesi si tolsero tra l'altro la soddisfazione di battere in casa sia gli storici rivali del L.R. Vicenza (2-1) che la blasonata Juventus (2-1); si trattò, nel dettaglio, della prima vittoria in campionato dell'Hellas contro i bianconeri. Gettate le basi, gli scaligeri avviarono un lungo ciclo di sudate salvezze che permise loro di affermarsi come presenza costante nella Serie A. Di quegli anni si ricorda soprattutto la storica vittoria per 5-3 ottenuta contro il Milan nell'ultima giornata della stagione 1972-1973 che costò ai rossoneri lo scudetto; il Milan perderà il campionato a Verona anche nel 1990, quando, alla penultima giornata, verrà sconfitto per 2-1 finendo la partita con soli otto giocatori: da qui la celebre espressione della «fatal Verona».

Gianfranco Zigoni in pelliccia, negli anni 1970, durante una gara del Verona passata in panchina.

Nel 1974 l'Hellas finì la stagione al quart'ultimo posto evitando la retrocessione, ma fu declassato in ultima posizione e condannato alla Serie B durante i mesi estivi a causa dello "Scandalo della telefonata" in cui furono coinvolti il presidente della squadra Saverio Garonzi e un ex giocatore, Sergio Clerici. Il Verona ritornò comunque subito in Serie A al termine del successivo campionato cadetto (1975), chiuso al terzo posto a pari punti con il Catanzaro. Il successivo spareggio promozione disputatosi a Terni verrà infatti poi vinto dal Verona (1-0) che farà così ritorno in massima serie..

### Le tre finali di Coppa Italia
Un anno dopo (1976) la squadra gialloblù arrivò in finale di Coppa Italia per la prima volta nella sua storia, eliminando Torino, Cagliari, Lazio e Inter dal torneo. Tuttavia, in finale il Verona fu sconfitto 4-0 dal Napoli, con il risultato sbloccato solo al 74' minuto dall'autorete del portiere Alberto Ginulfi, dopo che l'ala Gianfranco Zigoni aveva colpito un palo sullo 0-0.
Nel 1978 la squadra rimase sfortunatamente coinvolta nell'incidente ferroviario di Murazze di Vado. A causa di un disguido aereo legato al maltempo, il club veneto era ricorso al treno per raggiungere la capitale, dov'era in programma la sfida di campionato contro la Roma: i giocatori e lo staff viaggiavano sul primo vagone della "Freccia della Laguna", che in prossimità di Monzuno investì le carrozze dell'espresso Bari-Trieste deragliato pochi secondi prima; destino volle che al momento del disastro la formazione si fosse spostata per il pranzo nella carrozza ristorante, che non fu tra quelle scagliate dall'urto nel dirupo sottostante, salvandosi e uscendo quasi illesa dall'incidente che contò una quarantina di vittime.

Un frangente della finale di Coppa Italia 1975-1976 tra l'Hellas e il Napoli, la prima giocata dagli scaligeri.

Dopo aver disputato dieci campionati su undici in Serie A dal 1968 in poi, il Verona tornò in Serie B nel 1979. In cerca di equilibrio e con un ricambio generazionale in corso sia dei dirigenti che dei giocatori, la società rimase bloccata tra i cadetti per tre anni; addirittura nel campionato 1980-1981 a causa di una lunga serie di pareggi (6 nelle prime 8 giornate, 22 in totale) l'Hellas si ritrovò a dover lottare per la permanenza in B, ma la squadra riuscì infine a centrare l'obiettivo minimo grazie all'ennesimo pareggio, ottenuto all'ultima giornata contro la Spal (1-1).
Dalla rivoluzione di rosa e tecnici che seguì, ebbe inizio quello che sarebbe stato il ciclo di vittorie più importante della storia del club scaligero: nella stagione successiva (1981-1982), sotto la guida del nuovo allenatore Osvaldo Bagnoli, l'Hellas chiuse infatti al primo posto, vincendo il campionato cadetto e facendo ritorno in Serie A.
L'anno successivo, i gialloblù stupirono tutti e nel girone di andata della massima serie contesero a lungo il primo posto della classifica alla Roma, che poi vinse lo scudetto; nella tornata di ritorno vi fu l'inevitabile calo fisico di una formazione costruita senza grosse ambizioni, ma gli scaligeri riuscirono comunque a terminare il campionato al quarto posto, guadagnandosi la qualificazione all'edizione successiva della Coppa UEFA. Inoltre, nello stesso anno giunsero nuovamente in finale nella coppa nazionale: dopo una vittoria casalinga per 2-0, il Verona andò a Torino per giocare la sfida di ritorno contro la Juventus di Platini, che vinse il trofeo ai supplementari sconfiggendo i veronesi per 3-0.

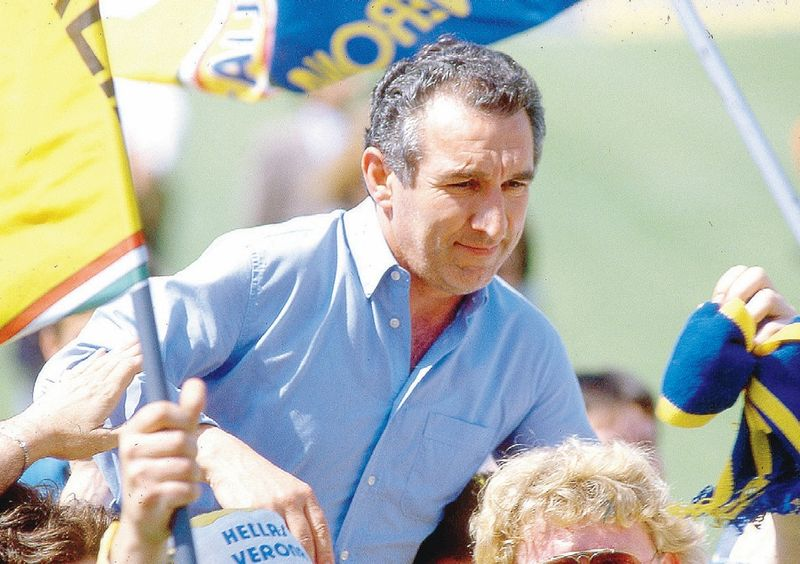
Osvaldo Bagnoli, l'allenatore più presente di sempre sulla panchina scaligera (384 partite). Qui è ritratto mentre festeggia, assieme ai tifosi gialloblù, lo storico scudetto del 1985.

Nella stagione 1983-1984 la squadra disputò un'altra buona stagione e giunse ottava alla fine del campionato, dopo essere stata anche momentaneamente al comando della classifica. Giocò inoltre, di nuovo, l'atto finale della Coppa Italia: dopo un pareggio nella partita di andata (1-1) l'Hellas perse nel ritorno all'Olimpico per 1-0 contro la Roma di Falcão.

### Lo scudetto
(Preben Elkjær Larsen)

Il difensore tedesco Hans-Peter Briegel, tra i maggiori artefici dello scudetto scaligero.

Dopo aver concluso due campionati nella parte alta della classifica (ed entrambi corredati da una finale di Coppa Italia) i dirigenti del Verona, pur continuando a parlare di salvezza, decisero di alzare il tiro. Nell'estate del 1984 arrivarono infatti presso la corte scaligera due quotati calciatori stranieri, punti fermi delle rispettive nazionali: il difensore tedesco Hans-Peter Briegel e l'attaccante danese Preben Elkjær. L'allenatore Osvaldo Bagnoli inserì i nuovi innesti in una formazione-tipo che già poteva fare affidamento su Garella tra i pali; Ferroni, Fontolan, Marangon e il giovane capitano Tricella in difesa; Di Gennaro, Fanna e Volpati in mezzo al campo; e Galderisi davanti insieme al panzer danese; tra le riserve, a dare il contributo più importante vi furono Bruni, Sacchetti e Turchetta.
Il campionato 1984-1985 della squadra veronese iniziò con una vittoria interna per 3-1 contro il Napoli di un Maradona al suo debutto italiano. I gialloblù legittimarono poi le loro ambizioni col successo sui campioni d'Italia in carica della Juventus, battuta 2-0 alla quinta giornata (nell'occasione Elkjær segnò a Tacconi un gol rimasto nella memoria di tutti i tifosi dell'Hellas, battendo il portiere avversario pur senza una scarpa, persa nel corso dell'azione) Altri momenti-chiave della cavalcata scaligera verso il tricolore furono il trionfo al Friuli di Udine alla diciottesima giornata, dove i veronesi sconfissero in una rocambolesca gara l'Udinese per 5-3 (risultato che fece cessare le speculazioni secondo le quali i giocatori stavano ormai perdendo energie) nonché le tre vittorie consecutive contro Roma (1-0), Fiorentina (1-3) e Cremonese (3-0) che lanciarono i veneti in una definitiva corsa solitaria. Il pareggio per 1-1 ottenuto a Bergamo contro l'Atalanta, alla penultima giornata, garantì all'Hellas la conquista dello scudetto con un turno di anticipo.

Il Verona e il Bentegodi in festa per lo scudetto
Serie A, 29ª giornata.
Bergamo, 12 maggio 1985, stadio Atleti Azzurri d'Italia.
 Atalanta – Verona 
1 – 1
- Atalanta: Piotti, Osti, Gentile, Perico, Rossi, Magnocavallo, Donadoni, Vella, Magrin, Agostinelli, Pacione, Soldà, Codogno; (Malizia, Fattori e Larsson).
- Allenatore: Nedo Sonetti.

- Verona: Garella, Volpati, Marangon, Tricella, Fontolan, Briegel, Fanna, Sacchetti, Galderisi, Di Gennaro, Elkjaer, Spuri, Ferroni; (Donà, Bruni, Turchetta).
- Allenatore: Osvaldo Bagnoli.

- Arbitro: Testa di Prato.
- Marcatori:  41’ Perico,  51’ Elkjaer.
- Spettatori: 21 308

Il Verona di Bagnoli vinse il campionato ritagliandosi così un posto nella storia del calcio italiano, rinverdendo dopo quasi settant'anni i fasti delle "provinciali" d'inizio Novecento. I gialloblù arrivarono al tricolore grazie a 15 vittorie, 13 pareggi e 2 sconfitte, per un totale di 43 punti in classifica (si assegnavano ancora 2 punti per vittoria), staccando di 4 lunghezze il Torino secondo classificato, e con Inter e Sampdoria a completare le prime quattro posizioni.
Lo scudetto assunse valore non solo perché conseguito in un'epoca in cui le squadre italiane stavano iniziando a riaffermarsi a livello internazionale (la Nazionale stessa era campione del mondo), ma anche per i molti tra i migliori calciatori del mondo, vedi Platini, Zico, Maradona, Sócrates, Rummenigge e Falcão, che calcavano i campi della Serie A.
(Osvaldo Bagnoli)
La città scaligera restò molto legata alle radiocronache del cronista e attore teatrale Roberto Puliero.

### In Europa
Il Verona ha debuttato nelle competizioni internazionali partecipando alla Coppa Mitropa del 1969-1970 (la competizione europea più antica che trovava le sue origini nel lontano 1927), ma venne subito eliminato dai cechi dello Slavia Praga (doppia sconfitta, 1-4 in trasferta e 0-3 in casa). Poco più tardi partecipò al torneo Anglo-Italiano del 1971, dove chiuse al quarto posto tra le sei squadre italiane che vi presero parte.

Preben Elkjær, acclamato come il Sindaco dalla tifoseria veronese: miglior marcatore gialloblù in campo europeo, l'attaccante danese è stato tra i maggiori protagonisti dei competitivi scaligeri degli anni 1980.

Nel 1982-1983, in virtù della vittoria nel campionato cadetto dell'anno precedente, l'Hellas partecipò nuovamente alla Coppa Mitropa, nella quale però ancora una volta non giunse a risultati di rilievo, chiudendo il girone all'ultimo posto con soli due punti. La stagione successiva avvenne il debutto in Coppa UEFA. La squadra superò la Stella Rossa di Belgrado (doppia vittoria, 1-0 a Verona e 3-2 a Belgrado), e fu poi eliminata al secondo turno dagli austriaci dello Sturm Graz (2-2 a Verona, 0-0 a Graz).
La stagione 1985-1986 vide la squadra in Coppa dei Campioni grazie allo scudetto conquistato nella stagione precedente. Nei sedicesimi l'Hellas incontrò ed eliminò il PAOK (piegato per 3-1 a Verona e per 2-1 in Grecia, con doppiette di Elkjear in entrambi i match), uscendo in seguito negli ottavi contro la Juventus campione uscente: la partita di andata, giocata al Bentegodi, fini 0-0 mentre quella di ritorno, disputata a Torino a porte chiuse (per via della sanzione irrogata dall'UEFA al club bianconero dopo i fatti dell'Heysel), terminò 2-0 per i padroni di casa, con gli scaligeri a contestare l'arbitraggio del fischietto francese Wurtz.
Nella stagione 1987-1988 la squadra ottenne il suo miglior risultato internazionale, raggiungendo i quarti di finale della Coppa UEFA, grazie a quattro vittorie e due pareggi. Dopo aver eliminato i polacchi del Pogon Stettino (1-1 in Polonia e 3-1 in Veneto), gli olandesi dell'Utrecht (pareggio 1-1 in Olanda e vittoria 2-1 in casa) e i rumeni dello Sportul Studentesc Bucarest (battuti sia all'andata a Verona per 3-1, sia al ritorno in Romania per 1-0), il Verona venne infatti eliminato nei quarti dai tedeschi del Werder Brema al termine di un doppio confronto molto combattuto (0-1 a Verona, 1-1 a Brema).
Il miglior marcatore del Verona nelle coppe internazionali è Preben Elkjær con 9 reti (4 in Coppa dei Campioni e 5 in Coppa UEFA), seguito da Galderisi (3 reti in Coppa UEFA) e da Di Gennaro e Fanna (2 reti ciascuno in Coppa UEFA); ad aver realizzato almeno una rete in campo internazionale con la maglia del Verona sono invece Volpati (1 rete in Coppa dei Campioni) e i vari Berthold, Fontolan, Pacione, Sacchetti e Volpecina (1 rete in Coppa UEFA).

### Il declino
Il proprietario Chiampan cercò in tutti i modi di mantenere il Verona ad alti livelli negli anni post-scudetto. Nella stagione 1985-1986 i campioni d'Italia in carica parvero rifiatare e non riuscirono a ripetersi, anche per le partenze di alcuni protagonisti del tricolore (Fanna, Garella e Marangon) non adeguatamente sostituiti, chiudendo con un anonimo decimo posto. Nel 1987 la squadra tornò ai vertici, disputando un'ottima stagione e conquistando la quarta piazza, con annessa qualificazione in Coppa UEFA. L'anno successivo la formazione scaligera disputò un buon girone di andata e sembrò poter di nuovo lottare per l'Europa, ma dopo essere stati eliminati ai quarti di Coppa UEFA dal Werder Brema i gialloblù sembrarono perdere di colpo fiducia, energie e motivazioni; dopo aver raggiunto la certezza della salvezza crollarono sul finale di stagione, ottenendo solo 2 punti nelle ultime 8 partite e chiudendo la stagione al decimo posto.

Un frangente della sfida tra Verona e Werder Brema, valida per i quarti di finale della Coppa UEFA 1987-1988: rimane questo il miglior traguardo internazionale raggiunto dall'Hellas.

Per la stagione 1988-1989 la squadra venne notevolmente rinnovata e dei campioni di pochi anni prima rimasero ormai soltanto il tecnico Osvaldo Bagnoli e i calciatori Bruni, Galderisi e Marangon, al ritorno dopo una stagione passata lontano da Verona. Questo Hellas rimaneggiato e in crisi economico-societaria ottenne la salvezza solo all'ultima giornata dopo aver raccolto ben 19 frustranti pareggi nell'arco della stagione.
Assai più triste fu invece il finale del campionato successivo (1989-1990): alla ricerca di fondi, il presidente Chiampan fu costretto a cedere quasi l'intera rosa, presentando al tecnico Bagnoli un organico totalmente rivoluzionato. Se ne andarono anche gli ultimi scudettati rimasti, l'ultimo a partire fu Marangon a gennaio, mentre è da segnalare il ritorno di Pietro Fanna, fresco vincitore dello scudetto dei record con l'Inter di Trapattoni. Mister Bagnoli ebbe poco tempo per portare la nuova formazione in condizione e di conseguenza la prima parte del campionato fu catastrofica (solo 4 punti in 12 partite); ma dopo questo avvio deficitario la formazione gialloblù si sforzò di reagire, rimontando dall'ultimo al terz'ultimo posto e riaccendendo alcune tenui speranze.

La squadra della stagione 1989-1990, che con la retrocessione in Serie B fece tramontare il decennio d'oro degli scaligeri.

I veneti riuscirono perfino a battere il Milan per 2-1 alla penultima giornata, dimostrandosi ancora "fatali" ai rossoneri che persero nuovamente il titolo a Verona. Grazie a questo risultato gli scaligeri tornarono clamorosamente in corsa per la salvezza: una vittoria nella trasferta di Cesena, con i romagnoli a quota 26 punti contro i 25 dell'Hellas, avrebbe significato evitare la retrocessione. Nello scontro diretto dell'ultima giornata, in cui entrambe le squadre misero tutto in palio, a prevalere furono però i padroni di casa che si imposero per 1-0. Dopo otto stagioni consecutive passate in Serie A, contornate da uno scudetto e da due finali di Coppa Italia, il Verona tornò quindi in Serie B.

## Anni 1990 e 2000

### Le difficoltà tra vecchio e nuovo millennio
Gli anni 1990 furono molto difficili per il club scaligero che, in seguito alla pessima gestione societaria di cui si è già parlato, fallì nel 1991. I giocatori guidati dall'allenatore Eugenio Fascetti terminarono comunque il campionato (1990-1991) nel migliore dei modi, ottenendo un'insperata promozione in Serie A. La squadra retrocesse però di nuovo la stagione successiva, con diverse giornate di anticipo. Il Verona iniziò così a fare altalena tra la massima serie e quella cadetta. Nel 1995 il club acquisì nel frattempo il nome di Hellas Verona Football Club che mantiene ancora oggi (dopo aver usato per quattro anni il nome Verona Football Club in seguito al fallimento e alla rapida rinascita del 1991).

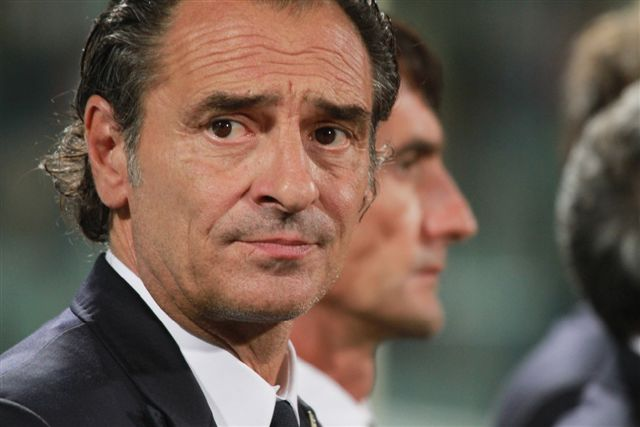
Cesare Prandelli, tecnico del vittorioso Verona nel campionato di Serie B 1998-1999

Dopo due promozioni (1990-1991 con Eugenio Fascetti e 1995-1996 con Attilio Perotti) seguite da immediate retrocessioni, la vittoria nel campionato di Serie B nel 1998-1999 sotto la guida del rampante Cesare Prandelli (il quale mise insieme quell'anno una striscia di 8 vittorie consecutive tra la 6ª e la 13ª giornata, record che verrà poi battuto da Mandorlini) sembrò aprire una nuova fase nella storia del club.

### Salvezze e retrocessioni
Il nuovo millennio iniziò con gli scaligeri ancora allenati da Prandelli che dopo un inizio difficile avviarono una serie di risultati utili consecutivi nel girone di ritorno, chiudendo il campionato di Serie A al nono posto. L'anno successivo (2001), invece, la squadra allenata da Attilio Perotti faticò molto e affrontò una stagione difficile che si chiuse con un doppio spareggio salvezza vinto contro la Reggina (1-0 all'andata in casa, 1-2 al ritorno con il decisivo goal di Cossato a pochi minuti dal termine).
Il campionato 2001-2002 si concluse invece nel peggiore dei modi: una squadra composta anche dai futuri campioni del mondo Gilardino, Oddo e Camoranesi, oltre al giovane Adrian Mutu e al più esperto Mario Frick, non mantenne lo slancio iniziale che aveva portato gli scaligeri nella zona alta della classifica. Nel girone di ritorno la squadra mostrò segni di stanchezza e iniziò a perdere colpi su colpi. L'Hellas salì a quota 39 punti dopo aver superato l'Udinese per 1-0 alla quartultima giornata, ipotecando la salvezza, ma poi uscì sconfitto in tutte e tre le ultime partite di campionato: all'Olimpico contro la Lazio in una rocambolesca gara terminata sul punteggio di 5-4 per i padroni di casa; al Bentegodi contro il Milan in lotta per la Champions, in una sfida risolta nei minuti finali da Pirlo (1-2); e una brutta sconfitta esterna subita nello scontro diretto contro il Piacenza (3-0). Gli scaligeri finirono così con lo scivolare in zona retrocessione per la prima volta in tutto il campionato proprio all'ultima giornata, retrocedendo in Serie B.
Seguirono alcune annate anonime disputate in cadetteria, con il Verona che non andò oltre a sudate salvezze. La squadrà sfiorò poi il ritorno in massima serie nel 2005, quando concluse la stagione al 7º posto, con un solo punto in meno dell'Ascoli (promosso in Serie A dopo la squalifica del Genoa e i problemi economici di Perugia e Torino).
Nei due anni successivi la società, complice anche l'ex presidente Pastorello avviò un lento ma inesorabile declino che raggiunse il suo apice nel 2007. In quella stagione la squadra iniziò molto male il campionato e ottenne solo quattro vittorie in tutto il girone di andata. Incerottata dal nuovo presidente Piero Arvedi, nella seconda parte del torneo i gialloblù risalirono lentamente la classifica inanellando 11 risultati utili consecutivi, ma alcune sconfitte di troppo impedirono la salvezza diretta degli scaligeri. Il Verona concluse infatti al sestultimo posto a pari punti con la Triestina e, per la regola degli scontri diretti, dovette disputare i play-out contro lo Spezia nei quale ebbe la peggio (2-1 a La Spezia e 0-0 a Verona). Il Verona chiuse la stagione con il peggior attacco della cadetteria (solo 34 reti segnate) e venne retrocesso in terza serie dopo sessantaquattro anni.

### Gli anni in Lega Pro
Era dagli anni 1940 che la società scaligera non si trovava in così grave difficoltà. Nella stagione 2007-2008, partito con l'obiettivo di vincere il campionato e di essere "la Juventus della Serie C", il Verona chiuse ultimo in classifica a pari punti con il Manfredonia, evitando la retrocessione diretta solo grazie agli scontri diretti a favore. Mai prima di allora il Verona si era trovato a dover lottare per la permanenza in C1. Nella stagione peggiore di tutta la storia scaligera, una squadra allo sbando totale venne salvata dal tecnico delle giovanili Davide Pellegrini, con i gialloblù che mantennero la categoria solamente dopo i vittoriosi play-out contro la Pro Patria – e coi minuti finali che risultarono decisivi, visto il gol vittoria di Morante al 5' di recupero nell'andata a Verona (1-0), e quello della definitiva salvezza all'88' nel ritorno a Busto Arsizio (1-1) –, scongiurando il rischio di un'ennesima retrocessione.
Nel campionato 2008-2009 la squadra chiuse al settimo posto, dopo essere a lungo stata ai margini della zona play-off. Nel gennaio 2009, l'imprenditore Giovanni Martinelli divenne proprietario e presidente della società subentrando al conte Pietro Arvedi d'Emilei, che il 21 dicembre 2008, di ritorno dalla partita Cesena-Hellas Verona, subì un incidente stradale le cui conseguenze lo portarono a morire qualche mese dopo. Martinelli salvò in quel modo il club dal fallimento.
Nella stagione 2009-2010 i gialloblù regalarono l'ennesima delusione ai tifosi: la squadra costruita durante l'estate dal direttore sportivo Nereo Bonato e affidata in panchina al riconfermato Remondina, dopo aver dominato la prima metà del campionato e accumulato un vantaggio di sette punti sulle inseguitrici (Pescara e Portogruaro), crollò sul finale di stagione e chiuse al terzo posto in classifica; fatale risultò lo scontro diretto dell'ultima giornata contro il Portogruaro che vinse 1-0 al Bentegodi e venne promosso al posto degli scaligeri. Ingaggiato Giovanni Vavassori come nuovo allenatore per i play-off, il Verona superò il Rimini nelle semifinali (0-1 a Rimini, 0-0 a Verona), ma finì poi con l'essere eliminato in finale dal Pescara in migliori condizioni fisiche (2-2 a Verona, 1-0 a Pescara). I gialloblù rimasero in C e Vavassori se ne andò dopo essere stato l'allenatore del Verona per un solo mese.
Nonostante le delusioni, i tifosi del Verona dimostrarono un grande attaccamento ai colori gialloblù con la media spettatori che nei quattro anni di Lega Pro non fu mai al di sotto delle 10 000 unità, con picchi di quasi 15 000 spettatori nella stagione 2009/2010. Il record assoluto di pubblico venne fatto registrare il 9 maggio 2010, in occasione della partita Verona-Portogruaro (0-1) dinanzi a oltre 25 000 tifosi dell'Hellas.

## Anni 2010

### Il ritorno in cadetteria

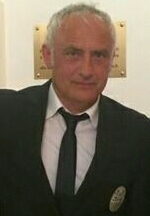
Andrea Mandorlini, il tecnico della risalita, nei primi anni 2010, dalla Lega Pro alla A.

Anche la stagione della promozione (2010-2011) era iniziata negativamente, tanto che il tecnico scelto durante l'estate dalla dirigenza (Giuseppe Giannini) era stato esonerato a novembre dopo aver raccolto solo 13 punti in 12 partite. Al suo posto venne ingaggiato un tecnico che in Romania aveva vinto di tutto: Andrea Mandorlini. L'Hellas aveva concluso il girone d'andata in piena lotta per non retrocedere, ma sotto la guida del nuovo tecnico iniziò una lunga rincorsa che portò i gialloblù ad agganciare il 5º posto (l'ultimo utile per disputare i play off) nelle ultime giornate di campionato. Gli scaligeri ottennero la loro seconda finale play-off consecutiva, stavolta contro la Salernitana, dopo aver eliminato il Sorrento (2-0 a Verona, 1-1 a Sorrento). Le due squadre disputarono la sfida decisiva a Salerno dopo aver richiamato quasi 50 000 tifosi fra l'andata e il ritorno, un record per la categoria. Gli scaligeri risultarono infine vincitori del play-off nonostante la sconfitta patita in trasferta (1-0), in virtù della vittoria per 2-0 ottenuta nella gara di andata. Il Verona tornò quindi in Serie B, chiudendo il ciclo più negativo di tutta la sua storia.
Nella stagione 2011-2012, al ritorno in cadetteria, i gialloblù disputarono subito un campionato di eccellente livello, realizzando nel girone di andata una serie di nove vittorie consecutive tra campionato e Coppa Italia, issandosi al secondo posto della classifica a un punto dal Torino. Si tratta della striscia di vittorie consecutive più lunga di tutta la storia del club scaligero: il precedente record era di otto vittorie, ottenuto dal Verona allenato da Prandelli nel 1998-1999. Altro record personale battuto fu quello delle vittorie consecutive in trasferta, 5: Cittadella, Bari, Empoli, Parma e Livorno. Un altro record eguagliato dalla squadra scaligera riguarda la striscia di vittorie consecutive interne (12) che ha portato l'Hellas ad affiancare nell'albo d'oro la striscia del Genoa ottenuta nella stagione 2006-2007. Il Verona chiuse la stagione regolare al quarto posto, qualificandosi per i play-off. In semifinale il Varese si impose però nel doppio confronto, vincendo per 2-0 nella gara di andata e pareggiando al Bentegodi (1-1). In Coppa Italia la squadra scaligera eliminò dal torneo Vicenza (1-2), Sassuolo (5-7 d.c.r.) e Parma (0-2), raggiungendo gli ottavi di finale dopo quindici anni (1996-1997). La corsa del Verona si fermò all'Olimpico di Roma, dove i padroni di casa della Lazio si imposero per 3-2.
Al termine del campionato il presidente Martinelli, spossato da una lunga malattia dalla quale non si sarebbe più ripreso, lasciò la quota di maggioranza del club (80%) a Maurizio Setti, ex vicepresidente del Bologna, che divenne così il nuovo proprietario del club scaligero. Subentrò a Mauro Gibellini come nuovo direttore sportivo anche Sean Sogliano, mentre Giovanni Gardini prese il posto di Benito Siciliano come direttore generale. Con questo nuovo trio al comando, il Verona si preparò a una nuova corsa verso la Serie A.

### Altalena tra Serie A e Serie B

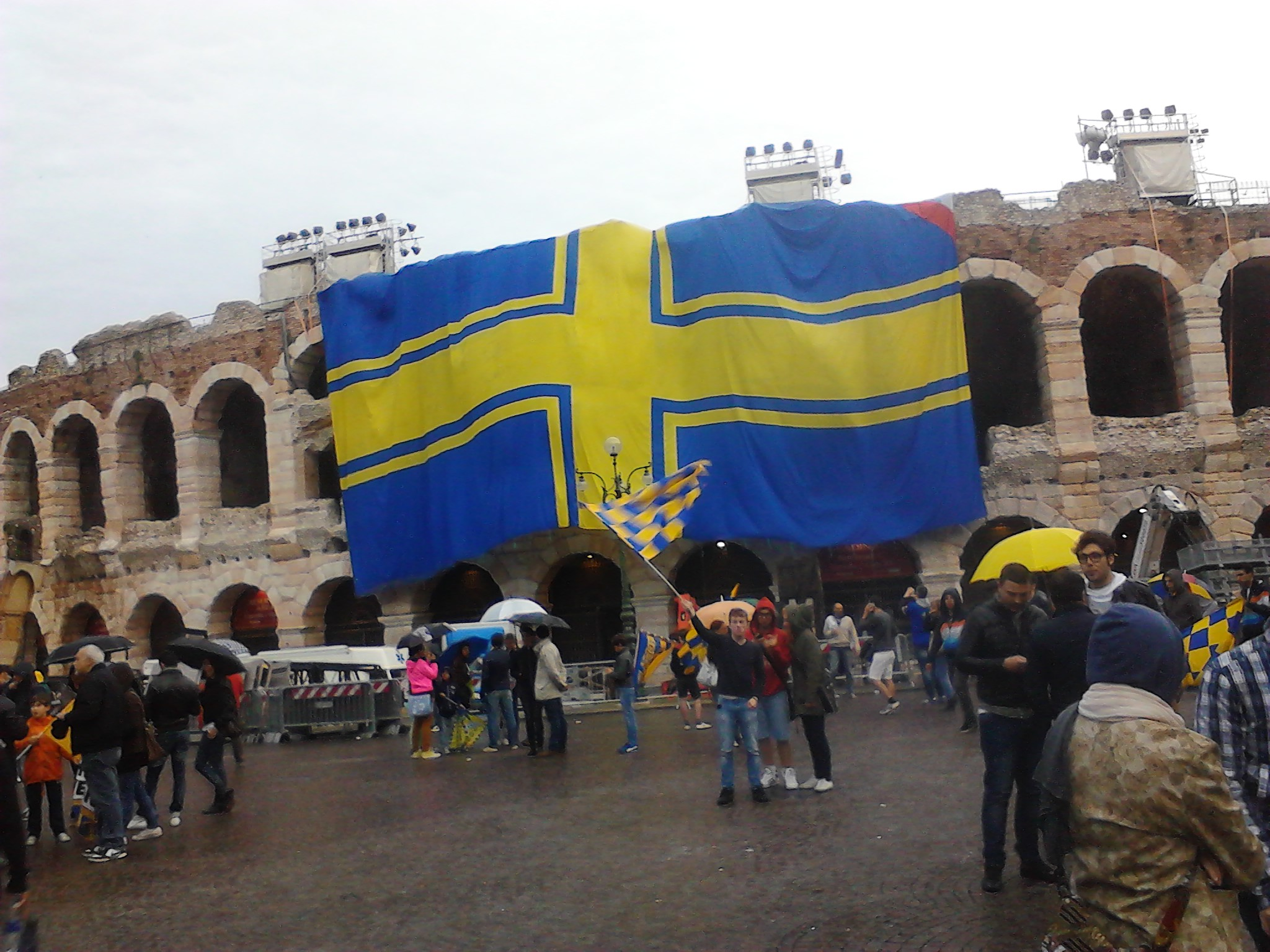
L'Arena colorata di gialloblù nel 2013, per il ritorno in Serie A del Verona dopo undici anni.

Nella stagione 2012-2013 i gialloblù chiusero il girone di andata al terzo posto con 40 punti, con sei lunghezze di distacco dal Livorno. Dopo la brutta sconfitta patita in casa nel derby contro il Padova (0-2) all'ottava di ritorno, gli uomini di Mandorlini reagirono con rabbia e non persero più una partita fino alla fine della stagione, mettendo insieme 12 risultati utili consecutivi (8 vittorie e 4 pareggi) superando infine il Livorno in classifica dopo un lungo testa a testa. Il 18 maggio 2013, grazie al pareggio per 0-0 ottenuto in casa contro l'Empoli, l'Hellas conquistò il 2º posto con 82 punti, a tre lunghezze dal Sassuolo vincitore del torneo (85) e soprattutto con due di vantaggio sul Livorno (80): gli scaligeri tornarono così nella massima serie dopo undici anni.
Nel campionato di Serie A 2013-2014 Il Verona disputò un ottimo girone d'andata chiuso al sesto posto in classifica, in lotta per l'Europa, risultando la sorpresa del campionato; protagonisti della stagione furono in particolare l'argentino Iturbe e i due italobrasiliani Jorginho e Rômulo, al talento dei quali si sommarono i numerosi gol di un Luca Toni (ben 20 in totale) che, arrivato durante l'estate, si rivelò un bomber ancora eccellente, dando fiducia e motivazioni ai più giovani compagni e divenendo ben presto capitano della squadra. Nel girone di ritorno i gialloblù accusarono una flessione, conquistando tuttavia un'agevole salvezza e chiudendo la stagione al decimo posto, dopo aver eguagliato sia il record di sei vittorie consecutive in casa, che quello del maggior numero di successi in una singola stagione di massima serie (16). Vennero poi anche infranti curiosamente sia il record di reti fatte (62, contro le 44 messe a segno nella stagione d'esordio '57-'58) che quello di reti subite (68 reti, superando le 64 incassate nel campionato '96-'97) in una singola stagione di Serie A.

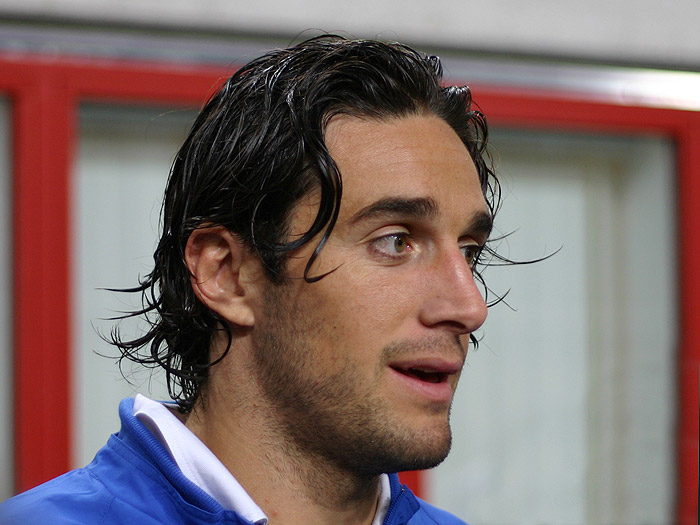
Luca Toni, protagonista assoluto nelle stagioni in Serie A di metà anni 2010, in cui si affermò quale migliore goleador scaligero in massima categoria.

Nella stagione 2014-2015 il Verona chiuse al tredicesimo posto; Luca Toni si laureò capocannoniere della serie A con 22 reti, diventando il primo attaccante a fregiarsi di tale titolo con il club scaligero e contemporaneamente il miglior realizzatore di sempre dell'Hellas Verona nel massimo campionato. Durante l'estate il direttore sportivo Sogliano salutò il Verona dopo tre stagioni e lasciò il posto a Riccardo Bigon.
Nel campionato 2015-2016, complice la fallimentare campagna acquisti condotta dal nuovo d.s. e una serie di infortuni che colpisce gli elementi-chiave della squadra, il Verona si ritrova confinato costantemente in zona retrocessione. A fine novembre la carenza di risultati porta all'esonero di mister Mandorlini, che sedeva sulla panchina scaligera da 5 anni; al suo posto viene ingaggiato Delneri. Il cambio di panchina non porta però la svolta nei risultati, con la squadra che chiude il girone d'andata all'ultimo posto con 8 punti e nessuna vittoria. L'Hellas retrocede infine matematicamente in Serie B con tre giornate di anticipo, dopo tre anni di massima serie, chiudendo la stagione all'ultimo posto con 28 punti.
Alla vigilia del campionato di Serie B 2016-2017 il Verona, allenato da Fabio Pecchia e assemblato dal neo direttore sportivo Filippo Fusco, venne indicato dagli esperti come il principale favorito per la vittoria finale.  Nel girone di andata il Verona, desideroso di riscattare la pessima stagione di A appena conclusa, rispettò le previsioni iniziali conquistando il titolo di campione d'inverno con 41 punti dopo aver battuto per 3-0 il Cesena al Bentegodi. Ben meno esaltanti nella seconda metà della stagione, i gialloblù persero il primato a causa di diverse partite disputate sottotono; giovò del calo degli scaligeri soprattutto la SPAL che chiuderà poi il torneo al primo posto con 78 punti.  L'Hellas riesce comunque a conservare quantomeno il secondo posto e a conquistare la promozione diretta all'ultima giornata, grazie al pareggio per 0-0 ottenuto in casa sempre del Cesena, chiudendo il campionato a quota 74 punti alla pari con il Frosinone ma in vantaggio rispetto ai ciociari negli scontri diretti.  L'Hellas torna quindi in Serie A dopo un solo anno di purgatorio.
Per la stagione 2017-18 i neopromossi scaligeri acquistano Antonio Cassano, ma il giocatore dà l'addio al calcio ancor prima che il campionato abbia inizio. La formazione veneta comincia male il torneo, ottenendo la prima vittoria soltanto a metà ottobre. Nel girone di andata viene anche perso il derby, mentre gli altri successi sono ottenuti ai danni di Sassuolo e Milan. Penultimo in classifica dopo 19 giornate, il Verona non si schioda dai bassifondi nemmeno nel girone di ritorno. La sconfitta per 4-1 contro il Milan condanna in anticipo i gialloblù alla retrocessione, la seconda nell'ultimo triennio.
A seguito della retrocessione, dovuta al penultimo posto precedente, la società veneta affida la panchina a Fabio Grosso. Fissato l'obiettivo dell'immediata risalita, gli scaligeri si candidano al ritorno in Serie A sin dalle prime battute del torneo cadetto: malgrado una flessione autunnale — aperta dalla sconfitta di Salerno e dal tonfo casalingo col Lecce — rischi di compromettere la permanenza di Grosso, i gialloblù risollevano le proprie sorti terminando il girone di andata nelle zone di vertice. Clamorosa è invece la frenata fatta registrare nella seconda parte di torneo, con l'Hellas che racimola appena 22 punti. A inizio maggio, dopo un'astinenza di vittorie durata per ben sette turni, Grosso viene esonerato. A succedergli è Alfredo Aglietti, capace di conquistare in extremis la partecipazione ai play-off. Quinta classificata nella stagione regolare, la compagine veronese inizia il proprio percorso battendo il Perugia nei supplementari: in semifinale è invece il Pescara a cedere, perdendo in casa dopo un pareggio senza gol a Verona. L'ultimo ostacolo è rappresentato dal Cittadella, da par suo in cerca di una storica promozione. Il primo round termina in favore della «cenerentola», con la doppietta di Diaw che pare mettere in cassaforte l'obiettivo; nel ritorno l'Hellas riesce tuttavia a imporsi con tre gol di scarto, ritrovando così la massima serie dopo un solo anno d'assenza.
La stagione 2019-20 vede l'addio di Aglietti, a cui non viene rinnovato il contratto in scadenza. La squadra si affida quindi ad Ivan Jurić: il tecnico croato riesce a rivoluzionare la squadra, e giocatori come Lazovic, Amrabat, Kumbulla, Veloso, Zaccagni e Pessina portano i gialloblù a una salvezza molto tranquilla, con un nono posto finale e 53 punti conquistati. 

## Anni 2020

### Il ritorno in Serie A
Per la stagione successiva, Jurić riporta la squadra alla salvezza tranquilla, ottenendo un decimo posto finale con 45 punti. La squadra è valorizzata da giocatori quali Silvestri, Faraoni, Lovato, Dimarco e Barák.
Per la stagione 2021-22, il tecnico croato lascia la squadra per unirsi al Torino. Inizialmente la società affida la panchina ad Eusebio Di Francesco, ma dopo tre giornate senza totalizzare punti, questi viene esonerato e chiamato al suo posto Igor Tudor: il nuovo tecnico riesce a valorizzare i calciatori presenti in rosa come Simeone, Caprari e Barák, e quest'ultimi a suon di gol portano il Verona a una nuova salvezza tranquilla, al nono posto finale. 
La stagione 2022-23 si rivela molto complicata per la squadra: il precampionato, infatti, vede l'addio di Tudor e la cessione molti calciatori importanti. La panchina viene affidata dapprima a Gabriele Cioffi, esonerato per Salvatore Bocchetti, a sua volta rimpiazzato da Marco Zaffaroni. Tuttavia la dirigenza, in cui nel frattempo ha fatto ritorno il diesse Sean Sogliano, riesce a trovare giocatori talentuosi nel mercato di gennaio che smuovono la classifica della squadra, fin lì molto compromessa, e il Verona passa dell'ultimo posto al terz'ultimo posto. Ciò nonostante, a seguito della nuova regola che stabilisce lo spareggio in caso di arrivo a pari punti, a fine campionato i gialloblù devono affrontare un incontro supplementare, decisivo per la salvezza, contro lo Spezia sul campo neutro del Mapei Stadium: la gara si conclude per 3-1 in favore dei veneti, che dunque rimangono in Serie A.
Il campionato 2023-24 vede l'arrivo del tecnico Marco Baroni. La squadra ha un buon avvio con due vittorie, tuttavia inizia a calare drasticamente nel resto del girone di andata; ulteriormente, nel mercato di gennaio vengono venduti numerosi giocatori-chiave della rosa, situazione esacerbata dai contemporanei guai economico-giudiziari della proprietà Setti. Nonostante ciò, Baroni riesce a ottenere la quadra con i nuovi arrivi pescati da Sogliano, la maggior parte sconosciuti al grande pubblico: contro ogni pronostico, un Verona fin lì dato per spacciato è invece autore di un girone di ritorno di spessore, raggiungendo un'altra salvezza e issandosi al tredicesimo posto con 38 punti.